# 寰宇新聞台灣台
寰宇新聞台灣台（英語：Global News Taiwan），是台灣亞洲衛星電視股份有限公司旗下的衛星新聞頻道。

## 歷史
寰宇整點新聞部分新聞的播出帶是用東森新聞的播出帶。
若遇到颱風天、地震等突發重大事件，部分節目時段改轉播東森新聞。
2017年11月1日起，中華電信MOD頻號移至502播出。
2019年5月17日，推出新節目有評有據看台灣，由資深媒體人王時齊主持。
2020年3月17日，頻道名稱由寰宇新聞二台變更為「寰宇新聞台灣台」，並更換鏡面。
2022年10月17日，更換全新鏡面，部分新聞主播播報時為站播。
2022年12月30日，有評有據看台灣播出最後一集，次週同時段改播新聞。
2023年2月13日，新增早安新聞和氣象，並擴增Live播報時段（週間07-22，週末08、09、12-14、18、19、22）。
2023年3月1日，週間09、15時改播預錄節目或新聞重播，22時改為20時新聞重播，Live時段變更為07、08、10-14、16-21。
2023年4月6日，週間Live時段恢復為07-22。
2023年4月17日，推出談話節目寰宇一把抓，週間20時播出，由張炤和主持。新聞Live時段變更為07-19、21、22。
2023年5月8日，談話節目寰宇一把抓改至寰宇新聞台週間22時播出，新聞Live時段再度恢復為07-22。
2023年12月16日，週末Live時段調整為08、09、11-14、17-19、22，共10小時。

## 節目

### 專題節目
週末播出，大多取自東森新聞，抽換原主持人畫面改為自行錄製
| 專題節目   | 專題節目               |
| ---------- | ---------------------- |
| 小資呷夠夠 | 取自《銅板美食呷透透》 |
| 寰宇大偵蒐 | 取自《台灣啟示錄》     |
| 舌尖特派員 | 取自《台灣1001個故事》 |
| 銅板經濟學 | 取自《深夜食堂》       |

## 現任主播

### 專任主播
| 劉以勤 | 劉益如 | 許建國 | 林依伶 |
| 蘇瑋婷 | 葉思敏 | 范益華 | 李佳玲 |
| 黃韻澄 | 林柏樫 | 曹晏郡 | 江皇萱 |
| 張耀中 | 黃筠婷 | 連昭慈 | 吳衣璇 |

### 兼任主播
| 董覲僑 | 白昀霏 |  | 但慶淮 |
| 謝忠岳 | 林立庭 |  |        |

### 氣象主播
|        | 白昀霏 | 江皇萱 | 黃筠婷 |
| 張耀中 | 連昭慈 |        |        |

## 前任主播
| 前任主播 | 前任主播                                         |
| -------- | ------------------------------------------------ |
| 廖科溢   |                                                  |
| 林宜融   |                                                  |
| 黃若薇   | 現任1111人力銀行發言人                           |
| 李芳瑜   |                                                  |
| 柯念萱   |                                                  |
| 徐瑋翎   |                                                  |
| 林芮嘉   |                                                  |
| 梁羽瑄   |                                                  |
| 潘奕璇   |                                                  |
| 陳湘芸   |                                                  |
| 李睿芝   |                                                  |
| 黃馨儀   |                                                  |
| 陳宣如   |                                                  |
| 王鈺婷   | 現任鏡電視新聞台《鏡電視夜間新聞》主播、氣象主播 |
| 黃品親   |                                                  |
| 蔡季伶   |                                                  |
|          | 現任中天新聞台主播                               |
|          | 現任東森新聞台國際中心記者兼任主播               |
| 孫怡琳   | 現任中天新聞台主播、氣象主播                     |
| 楊沚豫   | 現任三立iNEWS記者兼任主播                        |
| 葉玉娜   | 現任TVBS新聞台記者                               |
| 徐立珊   |                                                  |
| 陳品榛   | 現任壹電視新聞台記者兼任主播、氣象主播           |
| 丁士芬   | 現任東森財經新聞台主播、《股動錢潮》主持人       |
| 邱琬婷   |                                                  |

## 外部連結
- 寰宇新聞台灣台官方網站 （页面存档备份，存于）
- 寰宇新聞網 （页面存档备份，存于）
- 502 寰宇新聞台灣台 - 中華電信 MOD 網站 （页面存档备份，存于）